# Тхаги

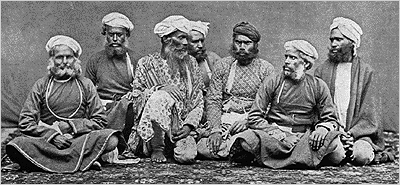
Группа тхагов. Фотография 1894 года.

Тхаги (или тхуги, туги, пхасингары, душители, от англ. Thuggee, в свою очередь, от хинди ठग, ṭhag, вор или разбойник) или фансигары — средневековые индийские бандиты и разбойники, посвятившие себя служению Кали как богине смерти и разрушения. Тхаги пользовались особыми опознавательными знаками и жаргоном. Однако, современные исследователи всё более скептически относятся к существованию тхагов, как концептуального бандитизма, и ставят под сомнение существование такого явления. Ряд современных историков описывают тхагов, как «изобретение» британского колониального режима, проистекающее из логики экзотизации.

## История
Примерно с XII века банды тхагов в центральной части Индии грабили караваны и убивали путешественников. Жертву душили, накинув сзади на шею особую жёлтую верёвку или шарф, к которым с одного конца привязывалась серебряная монета достоинством в одну рупию, а затем закапывали ритуальной кирко-мотыгой или сбрасывали в колодец. Согласно историку Уильяму Рубинштейну, в промежуток с 1740 по 1840 годы тхаги убили 1 миллион человек. «Книга рекордов Гиннесса» относит на их счёт два миллиона смертей.

## Приёмы тхагов
По принципу применяемого орудия для ритуального убийства тхаги делились на душителей, кинжальщиков и отравителей. Самую большую известность приобрели тхаги-душители, чьим орудием служил платок, называемый «румалом», с утяжелителем на конце. Богатый арсенал боевых приёмов душения включал в себя приёмы удушения обычного (неподготовленного) человека, контрприёмы — в случае столкновения с «коллегой», приёмы самоудушения — в случае невозможности скрыться, так как сдаться считалось недопустимым.
Орудием тхагов-кинжальщиков был кинжал, которым они наносили смертельный удар в затылочную ямку жертвы. Выбор места нанесения ритуального удара был обусловлен тем, что при этом почти не вытекало крови, а у тхагов-кинжальщиков количество пролитой при совершении убийства крови отягощало цепь последующих превращений в процессе реинкарнации.
Тхаги-отравители пользовались ядами, наносившимися на наиболее чувствительные участки кожи, а также на слизистую оболочку.

## Пиндари
Помимо тхагов, для которых процесс убийства являлся ритуальным, а присвоение имущества жертвы — следствием исполнения ритуала, существовала прослойка обычных убийц, прикрывавшихся именем тхагов. Их называли «пиндари». В основной своей массе это были крестьяне, которые по окончании сельскохозяйственных работ выходили на большую дорогу с целью прокормиться. И если у тхагов существовал определенный ценз на количество убийств, необходимых для качественного перевоплощения после реинкарнации в следующей жизни, то пиндари убивали такое количество человек, какое могли ограбить.

## Ликвидация

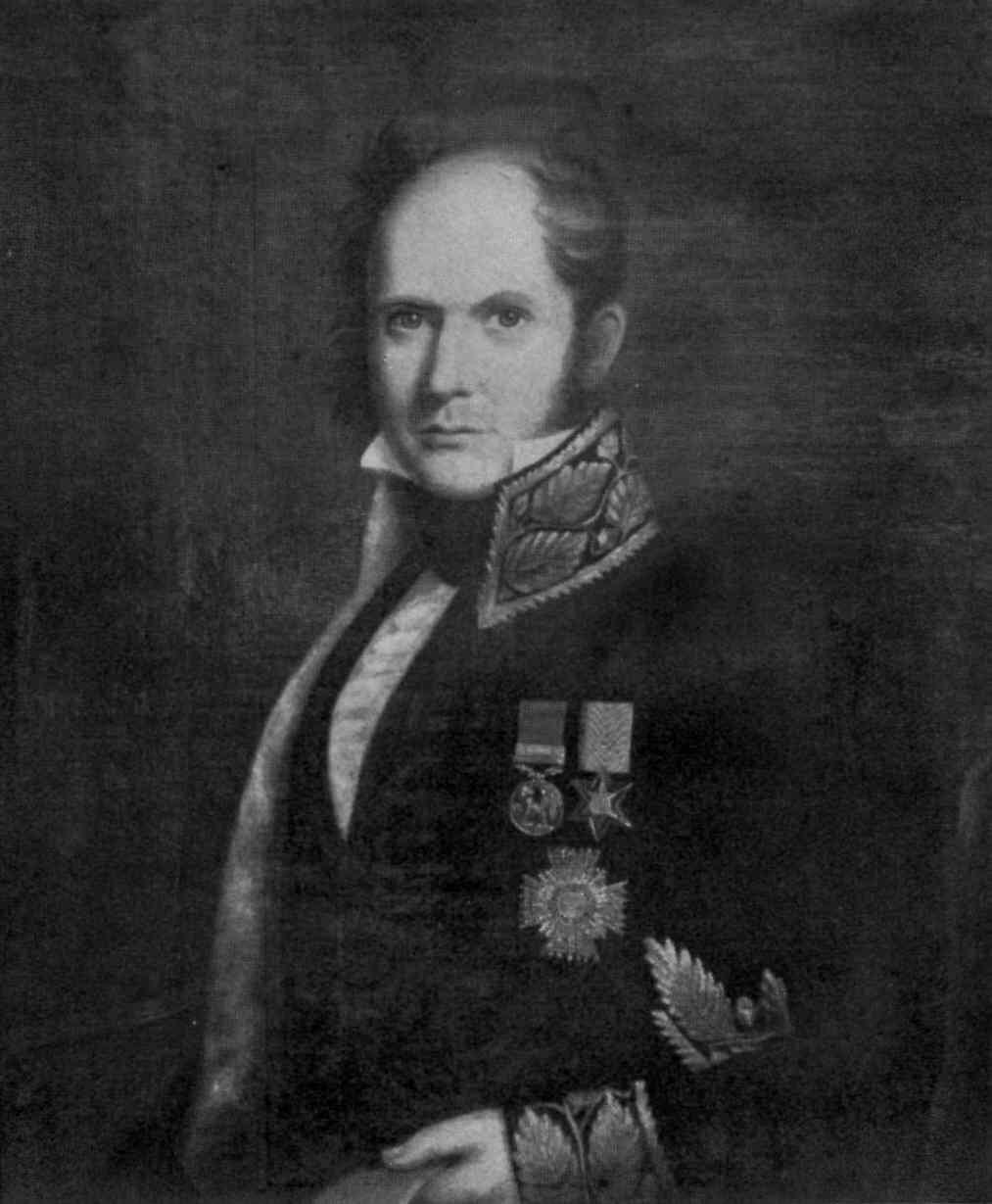
Уильям Генри Слиман

В 1825—1850 годах генерал-губернатор Индии лорд Уильям Бентинк совместно с полковником сэром Уильямом Слиманом покончил с тхагами путём массовых арестов и казней. С 1831 по 1837 годы было поймано 3266 тхага, из которых 412 были повешены, для 483 наказание было смягчено за сотрудничество со следствием, а остальные были отправлены в тюрьму или на каторгу на пожизненный срок. В английском языке слово «тхаги» (англ. thugs) приобрело нарицательное значение «убийц-головорезов».

## В литературе
Тхаги упоминаются во многих произведениях приключенческой литературы, включая роман Жюля Верна «Вокруг света за 80 дней», романы Эмилио Сальгари серии Сандокан и рассказ Конан Дойля «Домашние дела дядюшки Джереми» (англ. The Mystery of Uncle Jeremy's Household), издаваемый в России под названием «Жрица тугов», а также в современной литературе ужасов, среди которой можно выделить романы писателей Дэна Симмонса «Песнь Кали» и Тома Холланда — «Раб своей жажды». В романе Луи Анри Буссенара «Среди факиров» туги помогают американскому капитану Пеннилесу, арестованному колониальными войсками. Большую роль душители играют в романе Эжена Сю «Агасфер».
В русской литературе душители присутствуют в повести Барона Олшеври «Вампиры: хроника графов Дракула-Карди», рассказах Гиляровского «Под весёлой козой» и Пелевина «Тхаги», в романе Г. Л. Олди «Чёрный Баламут». В приключенческой повести «Доктор Чёрный» писателя А. С. Барченко (1881—1938 гг.), заслужившего среди читателей начала XX века прозвище «русский Буссенар», туги убивают приёмную дочь-индианку главного героя Александра Чёрного.
В советской литературе туги упоминаются в романе Евгения Войскунского и Исайя Лукодьянова «Экипаж „Меконга“», а также в романе Еремея Парнова «Третий глаз Шивы».
В цикле фантастических романов Глена Кука «Чёрный отряд» туги послужили прообразом душил, поклоняющихся богине Кине (прообраз — Кали).
Упоминаются также в романе «Западные земли» Уильяма Берроуза в качестве так называемых лицедеев-душителей, которые зачастую присоединялись к группе путешественников и паломников под видом купцов или ремесленников, чтобы в нужный момент подать сигнал своим сообщникам, сидящим в засаде. Как только раздавался сигнал, Душители набрасывались на путешественников и убивали их. Затем они пробивали трупы своими ритуальными мотыгами во многих местах, для того чтобы газы, выделяющиеся при разложении, не привлекли собак, гиен или шакалов, и хоронили их в земле, разведя над могилой походный костёр.
В рассказе Роберта Говарда «Лал Сингх — рыцарь Востока» главный герой, сикх Лал Сингх, «положил глаз» на накопленные воровской шайкой деньги, атаманом шайки является душитель.
«Тхаги» — рассказ Виктора Пелевина 2010 года (в составе сборника «Ананасная вода для прекрасной дамы»). В рассказе подробно описана история секты, мораль и суть рассказа — в парадоксе сознательного стремления ко Злу.

## В кинематографе
Туги действуют или упоминаются в следующих фильмах:
- «Ганга Дин» (англ. Gunga Din; США, 1939) — приключенческий фильм по мотивам стихотворной баллады Р. Киплинга. Индиец по имени Ганга Дин мечтает стать горнистом английских колониальных войск. В кульминационный момент схватки англичан с индийскими ритуальными душителями (тугами) главный герой осуществляет свою мечту.
- «Душители из Бомбея» (англ. The Stranglers of Bombay; Великобритания, 1960) — детективный триллер режиссёра Теренса Фишера. Фильм является вольной интерпретацией реальных исторических событий, происходивших на территории Индии в XIX веке.
- «Осьминожка» (англ. Octopussy; Великобритания — США, 1983) — 13-й фильм о приключениях Джеймса Бонда. Когда главный герой оказывается в Индии, его противник, злодей Камаль Хан, нанимает тугов, чтобы они расправились с Джеймсом Бондом. В финальных титрах актёры, сыгравшие тугов, представлены отдельной позицией под заголовком «The Thugs».
- «Индиана Джонс и храм судьбы» (англ. Indiana Jones and the Temple of Doom; США, 1984) — с тугами, возглавляемыми верховным жрецом Мола Рамом, ведёт борьбу Индиана Джонс.
- «Душители» (англ. The Deceivers; Великобритания — Индия, 1988) — приключенческий триллер, по сюжету которого в колониальной Индии 1825 года британский капитан Уильям Сэвидж внедряется в группу тугов, чтобы собрать доказательства их преступной деятельности.

## На телевидении
Туги действуют или упоминаются в следующих сериалах:
- «Горец» (англ. Highlander: The Series; Канада — Франция, премьерный показ: 1992—1998 гг.) — фантастический сериал. Главный герой Дункан Маклауд вступает в противоборство с тугами в 9 серии 4 сезона.
- «Тайны тёмных джунглей» (итал. I misteri della giungla nera; Италия — Испания — Франция — ФРГ — Австрия, 1991) — приключенческий мини-сериал по одноимённому роману Э. Сальгари. Туги похитили дочь английского офицера Аду, которую посвятили богине Кали. Она должна быть принесена в жертву, однако находчивый Тремал Найк, принц по крови, освобождает Аду от тугов и возвращает отцу.

## В видеоиграх
Туги это один из доступных для найма игроком героев в видеоигре Disciples III за фракцию Орды нежити. В описании героя и его уникальных предметов экипировки упоминается, что туги это религиозная секта убийц культа смерти, которые до того, как стать нежитью не проливали крови, а душили жертв ритуальными желтыми лентами. 